# Corry Evans
Corry Evans (ur. 30 lipca 1990 w Belfaście w Irlandii Północnej) – piłkarz pochodzący z Irlandii Północnej, zawodnik Blackburn Rovers. Gra na pozycji obrońcy lub pomocnika. Jest bratem Jonny'ego Evansa.